# Sutamarchán
Sutamarchán è un comune della Colombia facente parte del dipartimento di Boyacá.
Il centro abitato venne fondato da Antonio de Santana nel 1556.